# Abschlussbericht
Als Abschlussbericht wird ein Dokument bezeichnet, das nach der Beendigung eines Projekts, einer Untersuchung oder eines wichtigen Vorgangs die Abläufe und ihre Ergebnisse zusammenfassend schildert. Er wird entweder
- den beteiligten Personen bzw. Organisationen übermittelt,
- oder in geeigneter Form im Druck veröffentlicht
- oder im Internet zugänglich gemacht.

Bei sehr umfassenden Agenden oder langandauernden Vorgängen ist es nützlich, dem Bericht einen Überblick zum Zeitverlauf, zur Motivation und zu den beteiligten Organisationen voranzustellen.
Um dem Bericht ausreichende Objektivität zu sichern, wird er im Auftrag von mehreren Personen verfasst oder bei Einzelautoren anderen Mitarbeitern zur Durchsicht vorgelegt. Bei einem größeren Kreis von Bearbeitern (z. B. bei einem parlamentarischen Untersuchungsausschuss) gibt es bei gegensätzlichen Auffassungen die Möglichkeit, dem Mehrheits- einen Minderheitsbericht anzuschließen.
Bei langen Berichtszeiträumen oder stark gegliederten Vorgängen ist es üblich, dass die Verantwortungsträger einen oder mehrere Zwischenberichte verfassen. Bei permanenten Organisationen sind dies oft Jahresberichte, bei größeren Unternehmen vierteljährliche Quartalsberichte.
Abschlussberichte sind u. a. bei folgenden Agenden erforderlich:
- Reformvorhaben in Politik und Verwaltung
- Projekte in Wirtschaft und Infrastruktur
- große Bauprojekte
- Tätigkeit von Untersuchungs-Kommissionen
- Ergebnisse von Enqueten
- ausgedehnte Testreihen
- geförderte Forschungsprojekte
- befristete Kooperationen von Organisationen

Siehe auch:
- Tätigkeitsbericht
- Bericht (Verwaltung)
- Berichtswesen
- Controlling